# Championnats de Suisse de squash
Les Championnats de Suisse de squash sont une compétition de squash individuelle organisée par la Fédération suisse de squash. Ils se déroulent chaque année depuis 1976.
Nicolas Müller détient le record de victoires avec 14 titres et  Gaby Huber détient le record féminin avec 8 titres.

## Palmarès

### Hommes
- 2025 : Dimitri Steinmann[1]
- 2023-2024 : Dimitri Steinmann[2]
- 2022 : Dimitri Steinmann[3]
- 2021 : Dimitri Steinmann[4]
- 2020 : Nicolas Müller[5]
- 2019  : Nicolas Müller[6]
- 2018  : Nicolas Müller
- 2017  : Nicolas Müller
- 2016  : Nicolas Müller
- 2015  : Nicolas Müller
- 2014  : Nicolas Müller
- 2013  : Nicolas Müller
- 2012  : Nicolas Müller
- 2011  : Nicolas Müller
- 2010  : Nicolas Müller
- 2009  : Nicolas Müller
- 2008  : Nicolas Müller
- 2007  : Nicolas Müller
- 2006  : André Holderegger
- 2005  : Lars Harms
- 2004  : Lars Harms
- 2003  : Lars Harms
- 2002  : Lars Harms
- 2001  : Lars Harms
- 2000  : Lars Harms
- 1999  : Reto Donatsch
- 1998  : Reto Donatsch
- 1997  : Marco Eggenberger
- 1996  : Lars Harms
- 1995  : Andrew Marshall
- 1994  : Andrew Marshall
- 1993  : Andrew Marshall
- 1992  : Stefan Wiederkehr
- 1991  : Stefan Wiederkehr
- 1990  : Stefan Wiederkehr
- 1989  : Christoph Frey
- 1988  : Christoph Frey
- 1987  : Thomas Strässle
- 1986  : Stefan Grundmann
- 1985  : Colin Fletcher
- 1984  : Stefan Grundmann
- 1983  : Ivan Schnider
- 1982  : Wolfgang Zollinger
- 1981  : Wolfgang Zollinger
- 1980  : Wolfgang Zollinger
- 1979  : Kaspar Fleischmann
- 1978  : Kaspar Fleischmann
- 1977  : Xavier Notari
- 1976  : Paul Kubli

### Femmes
- 2025 : Cindy Merlo[1]
- 2023-2024 : Céline Walser
- 2022 : Céline Walser[3]
- 2021 : Céline Walser[4]
- 2020 : Ambre Allinckx[5],[7]
- 2019  : Cindy Merlo[8]
- 2018  : Cindy Merlo
- 2017  : Gaby Huber
- 2016  : Céline Walser
- 2015  : Céline Walser
- 2014  : Gaby Huber
- 2013  : Gaby Huber
- 2012  : Gaby Huber
- 2011  : Gaby Huber[9]
- 2010  : Gaby Schmohl
- 2009  : Gaby Schmohl
- 2008  : Olivia Hauser
- 2007  : Gaby Schmohl
- 2006  : Agnès Müller
- 2005  : Manuela Zehnder
- 2004  : Manuela Zehnder
- 2003  : Manuela Zehnder
- 2002  : Manuela Zehnder
- 2001  : Agnès Müller
- 2000  : Agnès Müller
- 1999  : Agnès Müller
- 1998  : Agnès Müller
- 1997  : Agnès Müller
- 1996  : Agnès Müller
- 1995  : Martina Donatsch
- 1994  : Martina Donatsch
- 1993  : Martina Donatsch
- 1992  : Martina Donatsch
- 1991  : Martina Donatsch
- 1990  : Martina Donatsch
- 1989  : Barbara Hartmann
- 1988  : Barbara Hartmann
- 1987  : Barbara Hartmann
- 1986  : Barbara Hartmann
- 1985  : Barbara Hartmann
- 1984  : Barbara Hartmann
- 1983  : Barbara Hartmann
- 1982  : Hazel Fletcher
- 1981  : Hazel Fletcher
- 1980  : Nicki Henderson
- 1979  : Sheila Sandmeier
- 1978  : Nicki Henderson
- 1977  : Nicki Henderson
- 1976  : Nicki Henderson